# Медаль «За усердие» (Минюст России)
Меда́ль «За усе́рдие» — ведомственная медаль Министерства юстиции Российской Федерации, учреждённая приказом Министерства юстиции Российской Федерации № 143 от 27 апреля 2000 года. Упразднена приказом Министерства юстиции Российской Федерации № 117 от 17 июля 2013 года.

## Правила награждения
Медаль «За усердие» состоит из двух степеней:
- медаль «За усердие» I степени;
- медаль «За усердие» II степени.

Высшей степенью является I степень. Награждение производится последовательно: II степенью, I степенью.
Награждение медалью «За усердие» производится за:
- умелую организацию работы органов, учреждений и организаций системы Министерства юстиции Российской Федерации;
- достижение высоких показателей в служебной, оперативной, производственно-хозяйственной и педагогической деятельности;
- успехи в совершенствовании профессионального и педагогического мастерства;
- личный вклад в подготовку кадров для органов и учреждений юстиции и уголовно-исполнительной системы.

Согласно Положению медалью «За усердие» I степени награждаются:
- работники органов, учреждений и организаций Министерства юстиции Российской Федерации, имеющие стаж службы (работы) 10 и более лет в Министерстве юстиции Российской Федерации;
- работники уголовно-исполнительной системы Министерства юстиции Российской Федерации, имеющие стаж службы (работы) 10 и более лет в Министерстве юстиции Российской Федерации и Министерстве внутренних дел Российской Федерации;
- лица, перешедшие из других федеральных органов исполнительной власти и иных органов в Министерство юстиции Российской Федерации и имеющие стаж государственной службы (работы), военной службы и службы в федеральных органах исполнительной власти и иных органах, где предусмотрено присвоение специальных званий, 10 и более лет;
- другие работники федеральных органов государственной власти, граждане Российской Федерации и иностранные граждане.

Медалью «За усердие» II степени награждаются:
- работники органов, учреждений и организаций Министерства юстиции Российской Федерации, имеющие стаж службы (работы) 5 и более лет в Министерстве юстиции Российской Федерации;
- работники уголовно-исполнительной системы Министерства юстиции Российской Федерации, имеющие стаж службы (работы) 5 и более лет в Министерстве юстиции Российской Федерации и Министерстве внутренних дел Российской Федерации;
- лица, перешедшие из других федеральных органов исполнительной власти и иных органов в систему Министерства юстиции Российской Федерации и имеющие стаж государственной службы (работы), военной службы и службы в федеральных органах исполнительной власти и иных органах, где предусмотрено присвоение специальных званий, 5 и более лет;
- другие работники федеральных органов государственной власти, граждане Российской Федерации и иностранные граждане.

В исключительных случаях по решению Министра юстиции Российской Федерации медалью «За усердие» I степени награждаются работники органов, учреждений и организаций Министерства юстиции Российской Федерации, работники уголовно-исполнительной системы Министерства юстиции Российской Федерации и лица, перешедшие из других федеральных органов исполнительной власти и иных органов в Министерство юстиции Российской Федерации и имеющие стаж государственной службы (работы), военной службы и службы в федеральных органах исполнительной власти и иных органах, где предусмотрено присвоение специальных званий, менее 10 лет, медалью «За усердие» II степени — менее 5 лет.
Повторное награждение медалью «За усердие» не производится.

## Правила ношения
Медаль «За усердие» носится на левой стороне груди и располагается после медали «За доблесть» в порядке старшинства степеней: I, II.

## Описание медали
Медаль «За усердие» имеет форму правильного круга диаметром 32 мм, окаймлённого с двух сторон сплошным лавровым венком, перевитым вверху лентой. На лицевой стороне медали, в центре, помещён равноконечный крест с расширяющимися концами, на который наносится рубиновая силикатная эмаль. На центральную часть креста наложен круглый медальон. В центре медальона расположена фигура двуглавого орла с поднятыми вверх крыльями, увенчанного одной большой и двумя малыми коронами. В правой лапе орёл держит меч, в левой — ликторский пучок. Короны соединены лентой. На груди орла — фигурный щит, в поле которого помещён «столп Закона». На оборотной стороне медали, в центре, надпись «За усердие». В нижней части — порядковый номер.
Медаль I степени изготавливается из позолоченного томпака, медаль II степени — из посеребренного томпака, у которой лавровый венок с двух сторон медали, крест с наложенным на него медальоном, надпись «За усердие» — позолочены. Все изображения и надписи на медали выпуклые.
Медаль при помощи ушка и кольца соединяется с пятиугольной колодкой, обтянутой красной шёлковой муаровой лентой шириной 24 мм с синими полосками по краям ленты шириной 1,5 мм каждая, отстоящими от края ленты на 1 мм. Посередине ленты, жёлтые полоски шириной 3 мм: для медали I степени — одна полоска, для II степени — две полоски. Жёлтые полоски разделены красными полосками шириной 3 мм. Колодка с медалью при помощи булавки крепится к одежде.